# Kazimierz Moskal
Kazimierz Moskal, né le 9 janvier 1967 à Sułkowice, est un footballeur international polonais qui occupe le poste de milieu de terrain dans les années 1980-2000. Il est désormais entraîneur.
Son fils Kamil est un joueur de l'équipe réserve du Wisła Cracovie.

## Biographie

### Apprend le métier d'entraîneur au Wisła Cracovie
Une fois sa carrière de joueur terminée, Kazimierz Moskal décide de rester dans le milieu du football et devient l'adjoint du Tchèque Verner Lička au Wisła, en 2005. Pendant deux ans, il voit défiler les entraîneurs mais ne perd pas son poste, jusqu'en avril 2007 lorsque sa direction choisit de le promouvoir entraîneur en chef de l'équipe. Sous sa direction, le Wisła termine sa saison en perdant quelques places, ce qui pousse le président cracovien à engager l'expérimenté Maciej Skorża en juin, qui arrive avec « son équipe » (entraîneurs adjoints, des gardiens et préparateur physique). 
Moskal est alors envoyé en équipe réserve, puis chez les jeunes quelques mois plus tard. Après le départ de Skorża, il est rappelé par Henryk Kasperczak en 2010 mais connaît le succès lors de cette saison 2010-2011 avec le Néerlandais Robert Maaskant qui mène l'équipe vers le titre de champion. Éliminé de justesse en barrages de Ligue des champions la saison suivante, le Wisła connaît plusieurs désillusions en championnat, comme la défaite lors du derby (qui n'était plus arrivée sur le terrain du Cracovia depuis vingt-huit ans), et qui aboutissent au départ de Maaskant en novembre 2011. Explorant plusieurs pistes pour le remplacer, les dirigeants font finalement confiance à Moskal qui s'installe dans une sorte d'intérim prolongé. Alternant le chaud et le froid en championnat, le Wisła entraîné par Moskal se qualifie miraculeusement pour les seizièmes de finale de Ligue Europa. Juste après la trêve, le président cracovien confirme Moskal dans ses fonctions. Cependant, les résultats ne s'améliorent pas, surtout en championnat où le Wisła perd du terrain sur ses concurrents européens. En mars 2012, Moskal est démis de ses fonctions.

### Nouvelles expériences
Le 14 juin 2012, Kazimierz Moskal est engagé par le Bruk-Bet Nieciecza, club ambitieux de deuxième division. Le Polonais signe un contrat d'une durée d'un an. Après un difficile démarrage, Moskal et le Bruk-Bet occupent les premières places du classement. Dans une course à quatre pour la montée, Nieciecza pense tenir la corde au printemps 2013, après avoir été premier durant dix journées. Mais après une défaite lors de la dernière, contre le Flota Świnoujście, le Bruk-Bet Nieciecza perd sa place d'accession, et termine finalement troisième de I liga (meilleur résultat toutefois de l'histoire du club). En juin, le contrat de Moskal n'est pas renouvelé.

## Palmarès
- En tant que joueur :
  - Vainqueur de la Supercoupe de Pologne : 1991, 1993
  - Champion de Pologne : 1992, 1993, 2001, 2003
  - Vainqueur de la Coupe de la Ligue polonaise : 2001
  - Vainqueur de la Coupe de Pologne : 2002, 2003